# Herpes virus porcí 1
L'herpesvirus porcí 1 (PHV1), també conegut com a virus de la pseudoràbia o Aujeszky's disease virus (ADV) és un virus DNA bicatenari de la família dels herpesviridae. Produeix la Malaltia d'Aujeszky o pseudoràbia, que afecta a diferents teixits i òrgans, principalment el respiratori, el genital i el nerviós. L'únic hoste que actua com a reservori és el porc, tot i que el virus pot infectar d'altres espècies domèstiques i salvatges.
Pertany al gènere Varicellovirus, subfamília Alphaherpesvirinae i família herpesviridae. Aquesta subfamília té un ampli rang d'hostes, tot i que l'hoste primari i la principal font d'infecció és el porc, en el cas de l'herpes virus porcí 1.
La Malaltia d'Aujeszky és d'infecció ràpida, letal i que s'ha distribuït a nivell mundial; ha produït nombroses pèrdues econòmiques al sector porcí degut a l'elevada mortalitat entre els garrins nounats i la reducció del guany de pes en els porcs d'engreix.

## Història
La primera menció de la malaltia d'Aujeszky és la del març de l'any 1813, a la revista "American Farmer". El 1902 va ser descrita a la literatura científica per primera vegada, gràcies a Aladár Aujeszky que va ser identificar la malaltia en uns remugants a Hongria que patien alteracions nervioses produïdes per una picor. Com que presentaven uns símptomes semblants als de la ràbia, es va utilitzar el terme pseudoràbia per denominar aquesta malaltia.
Segons l'anuari FAO/OMS/OIE de Sanitat Animal de 1974, aquesta malaltia era endèmica a Irlanda i Irlanda del Nord, als Països Baixos, Bèlgica, França, la República Federal d'Alemanya i a Espanya. En el Regne Unit, Dinamarca, Suècia, la República Democràtica Alemanya, Polònia, la Unió Soviètica, i altres països del centre i sud d'Europa tenien casos esporàdics. A més a més, els països de centre Amèrica i Estats Units també tenien la malaltia, com també els països d'orient, tot i que aquests en menor grau.
L'any 1979, a l'Argentina, es va aïllar el virus per estudiar-lo i aquest es va propagar a les principals parts del país.
El 2012, un brot a gran escala sense precedents de la malaltia en porcs a la Xina va causar grans pèrdues econòmiques a la indústria porcina. Els aïllats de les epidèmies de virus de la pseudoràbia es van caracteritzar. Els resultats de les proves van confirmar que el virus de la pseudoràbia patògena era l'agent etiològic d'aquesta epidèmia.

## Característiques morfològiques i fisicoquímiques[6][7]
El seu genoma està compost bàsicament per ADN bicatenari lineal de 135kpb. Per quedar-se a l'hoste en forma latent, el seu genoma s'uneix a les histones de la cèl·lula hoste sense arribar a integrar-se.

### Morfològiques
1. Mida: entre 150-180 nm de diàmetre.
2. Presència de càpsida, la qual engloba el genoma.
3. Presència d'embolcall
4. Forma de la càpsida: icosaèdrica. La càpsida presenta aproximadament 162 capsòmers, dels quals 12 són pentamèrics i 150, hexamèrics.
5. Presència d'una doble capa lípidica que envolta la càpsida formada per glicoproteïnes de dos tipus: essencials per la multiplicació del virus (ex. gB) i no essencials (ex. gE)[8]
6. Espícules distribuïdes per sobre tota la seva superfície.
7. Entre la càpsida i l'embolcall es troba una regió proteica, el tegument.

### Fisicoquímiques
1. Termòfils: poden arribar a viure a una temperatura de 60 °C.
2. Resistents a diferents valors de pH (entre 5-12), s'inactiva a pH molt alcalins o molt àcids.
3. Sensibles a tots aquells dissolvents orgànics com el cloroform o l'èter a causa de l'embolcall lipídic, així com són sensibles als derivats fenòlics, a l'alcohol al 70% i al NaOH al 5%.
4. Molt resistents al medi ambient, per això poden sobreviure durant un període llarg de temps.
5. Capacitat de latència a les cèl·lules hostes.

## Cicle infectiu

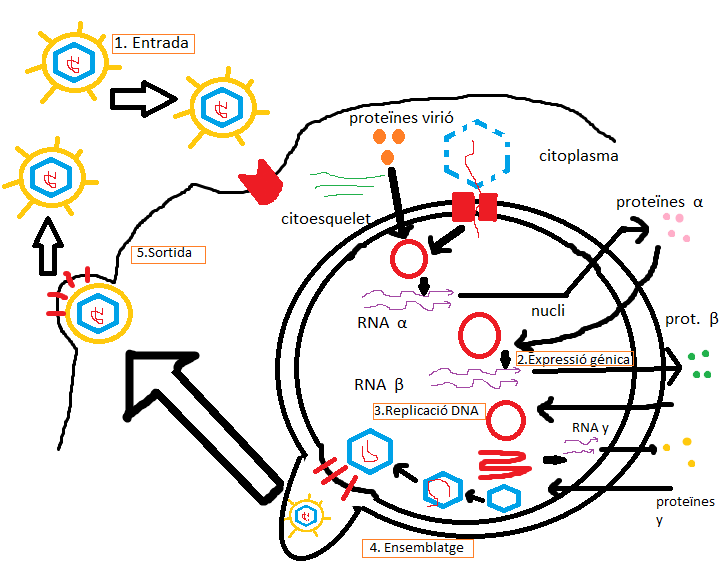
Cicle de l'Herpes virus porcí 1

### Entrada a la cèl·lula
La infecció d'aquest virus, com en qualsevol herpesvirus, comença amb la interacció de les glicoproteïnes de la coberta viral amb els receptors de la membrana cel·lular. Durant aquesta interacció es produeix la unió als receptors específics i és així com hi ha una fusió de la coberta amb la membrana cel·lular i d'aquesta manera es pot alliberar la nucleocàpsida dins el citoplasma. Aquesta càpsida, atreta per receptors d'importines, és transportada pel citoesquelet de la cèl·lula fins al complex del porus nuclear on la càpsida s'obre i injecta el seu material viral dins del nucli.

### Expressió gènica
Una vegada dins del nucli el genoma viral es circularitza. En el cas de la infecció lítica s'observa la transcripció immediata de diversos gens del genoma viral: aquesta transcripció la duu a terme la RNA polimerasa II cel·lular però hi intervenen els factors transcripcionals codificats pel virus. Cal dir que aquesta expressió gènica es dona gràcies a una cascada molt ben regulada i ordenada.

### Replicació, maduració i sortida
Quan les càpsides virals han madurat perquè contenen el genoma empaquetat al seu interior, surten del nucli rodejant-se de la membrana interna nuclear on s'han inserit prèviament proteïnes codificades pel virus. A partir d'aquí les partícules víriques poden seguir dos camins:
1. Els virions poden travessar el lumen entre les membranes nuclears i fusionar-se amb la membrana nuclear externa, abandonant així la coberta, per sortir al citosol com a càpsides nues per adquirir el tegument.
2. El tegument s'adquireix al nucli i les partícules no perden la primera coberta adquirida a la membrana nuclear interna

A partir d'aquí el virus pot anar a infectar noves cèl·lules i iniciar un nou cicle infectiu.

## Cicle dins l'hoste
La via d'entrada habitual del virus és la respiratòria. Comença replicant-se a l'epiteli nasal, la faringe i les tonsil·les, fins a arribar al Sistema Nerviós Central (SNC) a les 24 hores després de la infecció, on es queden les soques de baixa virulència. Les d'alta virulència, en canvi, es disseminen del SNC via nerviosa i sanguínia cap a la resta del cos on es produeix una segona eliminació a l'exterior. Aquesta eliminació és principalment a través de secrecions nasals i salivals, i en menor quantitat i de manera intermitent a través de la llet, orina o semen.

## Hostes[7]
Principalment animals domèstics, com:
- Conills: especialment susceptibles a la inoculació experimental.
- Gossos i gats: també molt susceptibles a la infecció i la seva mort sol ser la primera indicació de la presència del virus en granges de porcs.
- Remugants: òvids, bòvids i caprins
- Porcs (domèstics i salvatges): hostes naturals del virus, i són els únics animals que poden actuar com a reservori.

Tot i així, també ens podem trobar que els petits rosegadors, conills silvestres i llebres, guineus, els ossos rentadors, ossos polars, lleopards, cérvols salvatges, martes i les mofetes també poden ésser l'hoste, tot i que del virus en aquests animals, no se'n té tanta informació.
No s'observen infeccions naturals en cavalls, gallines, galls d'indi, oques, ànecs i coloms; tot i així, és possible la infecció experimental quan s'injecten dosis considerables de virus per via intramuscular, subcutània i intravenosa

## Símptomes
En general, els herpesvirus causen la mort ràpidament. Com per exemple en gats, que provoca una infecció que transcorre tant ràpid que ni apareixen símptomes.
En porcs, en canvi, com que es troba en forma latent acostuma a ser més simptomàtica.
Els tipus de símptomes que pot patir un porc infectat per PHV1 es classifiquen en tres grups, depenent dels òrgans que afectin.
- Sistema respiratori: tos, esternuts, febre, depressió, descàrrega nasal. Afecta a adults normalment.
- Sistema nerviós: pot provocar encefalitis en animals joves, juntament amb febre, vòmits i augment de les secrecions salivals.
- Sistema reproductiu: en truges gestants pot produir avortaments, retorn del zel de l'animal i momificacions; en cas de parir sense dificultats, les cries moren en menys de 24 hores.

Tot i així, segons la soca i la virulència d'aquesta, ens podem trobar amb variacions en les manifestacions clíniques.
El període d'incubació en porcs oscil·la entre un i onze dies (entre 3 i 6 dies normalment) així que des del moment del contacte efectiu amb el virus, tardarem relativament poc (mínim un dia) en veure els símptomes.
En els porcs acabats de néixer hi podrem observar problemes de respiració, febre elevada, sialorrea, anorèxia, vòmits, diarrea, convulsions, coma i la mort abans d'arribar als cinc dies d'edat. Així doncs, l'índex de mortalitat arriba al 100% en garrins de menys de dues setmanes d'edat, després ens trobarem que és aproximadament un 50% en garrins de tres setmanes, i menys d'un 5% en els garrins entre 4 i 6 mesos de vida.
En el cas d'adults, la taxa de mortalitat no és tant elevada (un 2%). Després del període d'incubació, serà quan començarem a veure signes de febre, tos, anorèxia, depressió i vòmits, que normalment predominaran els respiratoris per sobre dels nerviosos.

## Transmissió
El virus del PHV1 s'elimina principalment per la saliva, tot i que també es pot excretar per l'orina, la llet i el semen. Així, observem dos tipus de transmissió:
- Directa:
  - Contacte oronasal amb un porc infectat (és la via que més predomina).
  - Inseminació/Contacte Genital
  - Perianal (quan passa l'animal pel canal del part)
  - Lactació.
  - Via transplacentària (en el cas que la transmissió sigui a través de la placenta l'animal podria patir avortament i part prematur).

- Indirecta: 
  - Els fòmits tenen un paper important en la transmissió d'aquest virus, ja que aquest és resistent al medi ambient. Els objectes que poden actuar com a fòmits poden anar des d'animals, persones o vehicles, fins a partícules de pols formades per virus que poden estar suspeses a la granja. Els virus infectius poden quedar-se a l'aire durant 7 hores a una humitat de més del 55%.[11]
  - Aquest virus pot ser transportat ràpidament per l'aire, en partícules de pols o altres vies,[12] fet que explica que una granja infectada, pot ser la causa d'infecció de granges del voltant.
  - El contagi per femtes també es considera important, ja que el PHV1 és molt resistent a les condicions ambientals poc favorables com són el fred i la humitat.

## Patogènia
La patogènia del virus depèn de:
1. Edat. La infecció d'individus joves és més greu que en individus adults.
2. Via d'entrada. La nasal és la més greu.
3. Dosis infectiva.
4. Virulència i tropisme de la soca. Només existeix un serotip èro hi ha diferents soques. Les soques més patògenes (de més a menys) són: 
  1. Neumotropes (tropisme pel pulmó).
  2. Neurotropes (tropisme pel teixit nerviós)
  3. Limfotropes (tropisme pel teixit limfàtic)
5. Estat sanitari i immunitari de l'animal.

## Diagnòstic
És molt difícil fer un diagnòstic clínic a un sol animal, així que normalment els fem considerant la totalitat del ramat. Ens haurem de fixar en els signes clínics o en les lesions macroscòpiques i microscòpiques. Tot i així hi ha signes clínics que es poden confondre amb altres malalties. Ens fixarem bàsicament en alteracions nervioses, avortaments, tos i mocs.
En un laboratori, es poden utilitzar diferents mètodes per a realitzar el diagnòstic: 
- Mitjançant tècniques d'immunohistoquímica i immunofluorescència per a detectar antígens virals i PCR o hibridació per a detectar el DNA viral.
- Detecció d'anticossos específics del serum produïts després de la infecció o vacunació. Entre les tècniques més utilitzades es troben les anàlisis serològiques com ara la prova d'ELISA i les seves variants.

## Control i tractament
No existeix un tractament específic contra el PHV1. Tot i que, durant la infecció aguda la vacuna contra el virus de la pseudoràbia pot alleujar els símptomes clínics. No obstant, no ha pogut ser utilitzada com a mètode de control, ja que no és fins fa pocs anys que ja es pot diferenciar entre un animal vacunat i un d'infectat.

### Prevenció: vacunació
La vacunació per sí sola no és suficient, per tant, sempre haurà d'anar acompanyada d'altres mesures. Tot i així, si vacunem a un animal infectat fem que disminueixi el títol d'anticossos i la duració de l'excreció viral, ja que augmenta la resistència de l'animal, és a dir, augmenta la dosi infectant mínima. La vacunació a més a més disminueix els símptomes.
Des dels anys 80, ja es poden diferenciar els animals infectats dels que estan vacunats. Així doncs, s'ha pogut descobrir que les soques de les vacunes no expressen aquests antígens de glicoproteines gE que sí que expressen els animals malalts. Podem utilitzar aquesta estratègia per erradicar el herpesvirus d'una granja, tot i que a nivell mundial és difícil poder erradicar-la encara.
Així doncs, la vacunació no prevé la infecció, només en redueix els símptomes, tot i que no evita la replicació del virus a l'interior de l'hoste ni la consegüent secreció al medi ambient. A més, una vacuna ben feta redueix la probabilitat de transmissió vírica dins d'un establiment i en la regió, evitant així pèrdues econòmiques conseqüents.
Es coneixen diferents esquemes de vacunació, depenent del tipus de porc: 
- Porcs reproductors: 1 dosis 2-3 setmanes abans del part o 1 setmana després del deslletament.
- Truges de reposició: 1 dosis abans de posar-les al planter.
- Porcs d'engreix: 2 dosis separades per 30 dies a les 8 i a les 12 setmanes. Com més nombre d'anticossos calostrals tinguem, menys eficaç serà la vacuna. És per això que vacunem a les 8 i 12 setmanes perquè considerem que la vacuna ja és eficaç.

Existeix una vacuna de nova generació que es basa en una tècnica de generació de vacunes vives amb eliminació de certs gens. En aquest tipus de vacuna es modifica el virus genèticament eliminant els gens que codifiquen proteïnes associades a virulència i altres proteïnes que no alteren la replicació (sense interès immunològic). Així doncs, són soques atenuades de forma permanent.

### Erradicació de PHV1 a una granja
Quan una granja té una part dels animals infectats, cal recórrer a diferents mètodes per a minimitzar les possibilitats que s'escampi per la resta d'animals:
1. Separar els animals sans dels infectats
2. Millorar la immunitat de la granja amb vacunacions
3. Monitorar regularment la granja i portar el recompte de porcs de la granja actualitzat.
4. Disminuir el grau d'estrès dels porcs: un animal estressat té més possibilitats d'excretar el virus.